# ريش (البيضاء)

تعديل مصدري - تعديل

ريش هي إحدى قرى عزلة الشرف بمديرية البيضاء التابعة لمحافظة البيضاء، بلغ تعداد سكانها 710 نسمة حسب تعداد اليمن لعام 2004.